# Huygens
Huygens je bila robotska svemirska sonda za ulaz u atmosferu koja je uspješno sletjela na Saturnov mjesec Titan 2005. godine. Izgradila ju je i njome upravljala Europska svemirska agencija (ESA), a lansirala ju je NASA. Bila je dio Cassini–Huygens misije i postala je prva letjelica, koja je sletjela na Titan i letjelica koja je izvela najdalje slijetanje od Zemlje do sada. 
Sonda je dobila ime po nizozemskom astronomu iz 17. stoljeća Christiaanu Huygensu, koji je otkrio Titan 1655. godine. Kombinirana svemirska letjelica Cassini–Huygens lansirana je sa Zemlje 15. listopada 1997. Huygens se odvojila od orbitera Cassini 25. prosinca 2004. i spustila se na Titan 14. siječnja 2005. blizu regije Adiri. Slijetanje je do sada jedino ostvareno u vanjskom dijelu Sunčevog sustava, a bilo je i prvo na neki drugi mjesec osim Zemljinog. Huygens je dotaknula kopno, iako je u njenom dizajnu uzeta u obzir i mogućnost da će dotaknuti ocean. Sonda je dizajnirana za prikupljanje podataka nekoliko sati u atmosferi, a moguće i kratko vrijeme na površini. Nastavila je slati podatke oko 90 minuta nakon kontakta s kopnom.